# فیلیپ بارگفرد
فیلیپ بارگفرد (انگلیسی: Philipp Bargfrede؛ زادهٔ ۳ مارس ۱۹۸۹) بازیکن فوتبال اهل آلمان است.
از باشگاه‌هایی که در آن بازی کرده‌است می‌توان به باشگاه ورزشی وردر برمن اشاره کرد.
وی همچنین در تیم ملی فوتبال زیر ۲۱ سال آلمان بازی کرده‌است.